# 3D modeliranje
3D modeliranje je proces kreiranja matematičke reprezentacije nekog trodimenzionalnog objekta. Ono što nastane naziva se 3D modelom. Kroz proces 3D renderiranja, može se dobiti 2D slika 3D modela iz jedne perspektive ili kao alternativa, 3D model se može iskoristiti kao resurs u real-time grafičkoj simulaciji. 

## 3D modeli
Kako je već rečeno, 3D modeli kao matematička reprezentacija, su u svojoj srži kolekcija podataka o točkama u 3D prostoru (eng. vertex, plural vertices) i drugih informacija koje računalo interpretira u virtualni objekt koji se iscrtava na zaslonu. Kao takvi, ima više načina za kreiranje 3D modela,najkonvencionalniji način je korištenjem 3D paketa, među kojima dominaciju drže poznata imena poput 3ds Maxa te Maya koji su danas pod okriljem Autodeska. Osim stvaranja modela kroz korištenje specijalnih programa, moguće je kreirati modele kroz razne algoritme (proceduralno modeliranje) ili solucijom koja postaje sve popularnija, skeniranjem stvarnog objekta i interpretiranjem istog u računalu razumljiv format. Svijet je prepoznao korisnost 3D modela i općenito 3D grafike, pa se danas koristi u mnoštvu polja. Filmska industrija koristi 3D tehnologiju da bi dodala izmišljene likove i objekte u priču ili za veoma opasne scene koji ni kaskaderi ne mogu odraditi, pa se to prepušta timu koji je sposoban rekreirati određene opasne segmente veoma realno bez ikakvih rizika. U arhitekturi je 3D grafika prihvaćena kao vrlo jednostavan i produktivan način da reprezentiraju neku zgradu koja bi se trebala izgraditi. Osim navedenog, 3D grafika ima veliku primjenu u medicini, znanosti i inženjeringu te gaming industriji itd. 

## Proces 3D modeliranja
Postoji mnogo načina za nastanak nekog 3D modela, ali samo nekoliko tehnika je postalo prilično popularno:
Poligonalno modeliranje je jednostavno više točaka (eng. Vertices) je izloženo u 3D prostoru te se one međusobno povežu ravnim linijama tvoreći tako poligon. Najmanji poligon sadržava tri međusobno povezane točke i zove se trokut iako ima i nadimak koji se često koristi, tris. Poligon koji se sastoji od 4 točke naziva se quad te je izbor kod većine 3D umjetika. 
NURBS (Non-Uniformal Rational Bezier Splines) modeliranje koristi krivine, koje za razliku od poligonalnog modeliranja,  koriste kontrolne točke i nudi parametar "težine". Povećavajući težinu kod jedne kontrolne točke približit će krivinu bliže navedenoj. NURBS modeliranje je pogodno kod organskog modeliranja ili automobilske industrije jer automobili imaju zakrivljene linije zbog aerodinamičnih svojstava.
Postoji još jedna tehnika koja spaja više samostalnih linija u 3D površinu zvanu zakrpom (eng. Patch), gdje više spojenih patcheva čine 3D model. 
Kada se radi uz pomoć specijalnog programa poput 3Ds Maxa ili Maye, 3D artisti često koriste referencu iz stvarnog svijeta te skice modela da bi olakšali proces modeliranja. Što se tiče kompleksnijih formi i pojava iz stvarnog života poput volumetričnih oblaka, eksplozija, tekućina itd. one se kreiraju uz pomoć particle (eng. particle == čestica) sustava koji zapravo generiraju veliku količinu koordinata koji imaju određeni materijal i način ponašanja. Zbog velike količine podataka koje se tiču kreiranja ovakvih pojava, trajanje renderiranja ili iscrtavanja slike mogu se znatno povećati.

## Daljni postupci
Iako modeli mogu izgledati poprilično detaljno, sam model bez tekstura i nije pretjerano realističan. Proces dodavanja tekstura na model naziva se "texture mapping". To su zapravo 2D slike koje se dodjeljuju određenom segmentu 3D modela. Kao što 3D model ima koordinate (XYZ) kroz koje se kreće u 3D prostoru, tako i 2D tekstura ima svoje koordinate (UV koordinate) koje određuju na koji dio površine modela se tekstura postavlja. Vrsta tekstura ima na pretek tako da se na model dodjeljuje shader/materijal koji ima različita svojstva poput diffuse teksture, bump teksture, normal maps, displacement teksture, noise teksture itd. 
Osvjetljenje je također vrlo bitan element koji je presudan kvaliteti i realističnosti 3D scene. Bitno je napomenuti da svjetlost u 3D svijetu je samo nepotpuna simulacija svjetlosti u stvarnom svijetu koja je zasad poprilično nedostižna zbog kompleksnih kalkulacija koje bi se trebale izračunavati pri svakom koraku renderiranja scene. Uzevši to u obzir, za pravilno osvjetljavanje potrebno je ponuditi više svjetlosnih izvora. Ima različitih tipova svjetla, poput directional lighta (svjetlo sa smjerom), point light (svjetlost se "prosipa" iz jedne točke u svim smjerovima) itd.
3D modeliranje i animacija spadaju među najzahtjevnije oblike bavljenja računalnom grafikom.